# ディエゴ・スネップファンヘルス
ディエゴ・スネップファンヘルス（Diego Snepvangers 、1998年6月3日 - ）は、オランダ・ベルヘン・オプ・ゾーム出身のプロサッカー選手。ヘルモント・スポルト所属。ポジションは、フォワード（ウイング）。

## クラブ歴
2016年11月25日、エールステ・ディヴィジのSCカンブール戦でプロデビューを果たした。